# SSD

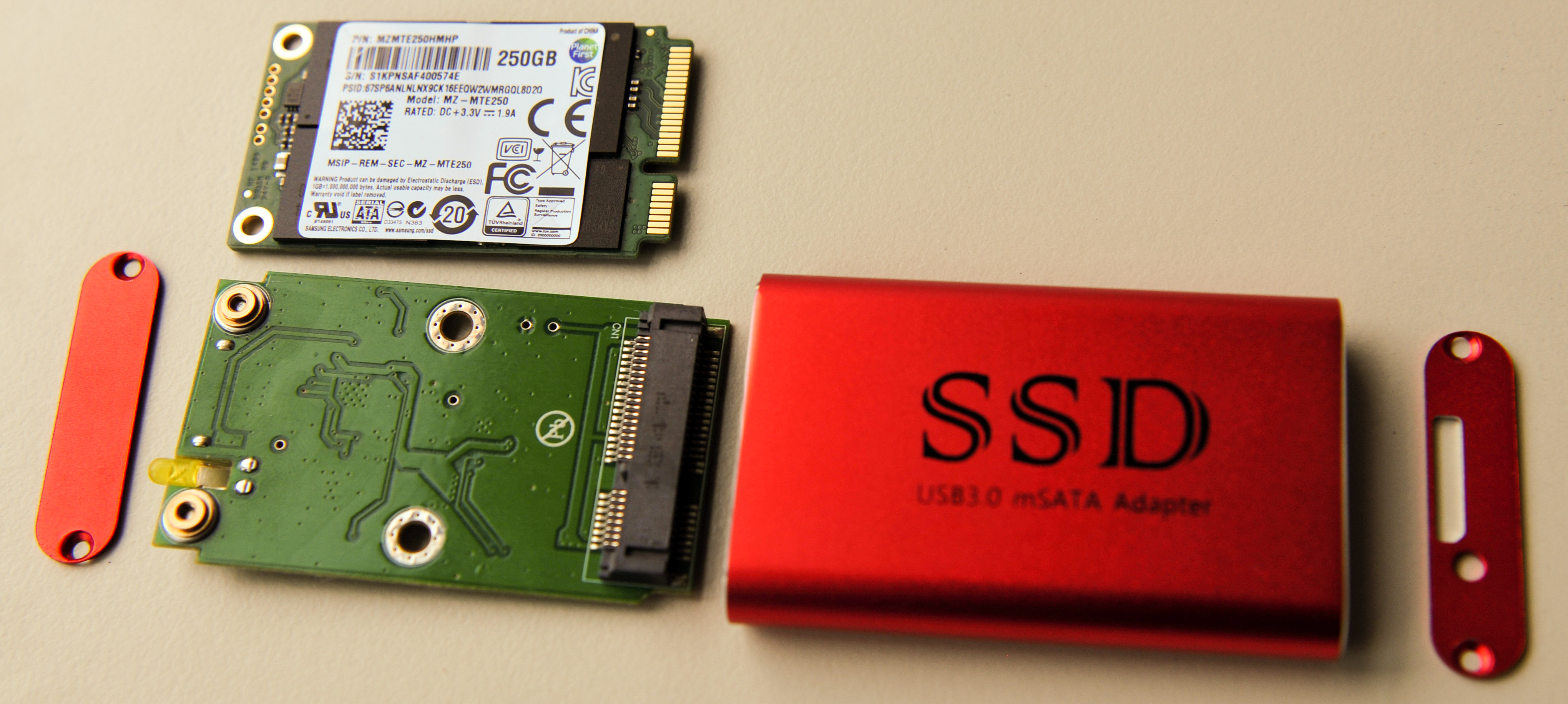
SSD mSATA (1.8), amb adaptador a USB 3.0

Una unitat d'estat sòlid (de l'anglès SSD, solid state drive) és un dispositiu d'emmagatzematge persistent de dades que utilitza memòria no volàtil com la flash basada en NAND, o memòria volàtil com l'SDRAM, per a emmagatzemar dades, en lloc dels plats giratoris que es troben als discs durs convencionals. Encara que tècnicament no són "discs", molts cops es tradueix erròniament al català la D de SSD com disk encara que la paraula correcta és drive, que es tradueix com a dispositiu o unitat.

## Definició
Una unitat d'estat sòlid és un dispositiu d'emmagatzematge persistent de dades, format per components electrònics d'estat sòlid. Sol utilitzar-se en ordinadors com a alternativa més ràpida al disc dur, sobretot per al sistema operatiu i l'àrea de swap. També és àmpliament utilitzat en portàtils, degut al seu pes menor respecte al dels discs durs, i a la seva immunitat a vibracions, cops i sacsejades, gràcies a l'absència d'elements mòbils o mecànics.

## Història

### SSD basats en RAM
Els seus orígens es remunten als anys 50, provinent de dues tecnologies similars: CCROS (Charged Capacitor Read Only Store) i la memòria de nuclis magnètics.
El 1978, Texas memory presentà una unitat d'estat sòlid de 16 KB basada en RAM per als equips dels petrolífers. A l'any següent, Storage Tek desenvolupà el primer tipus d'unitat d'estat sòlid modern. El 1983 es presentà en Sharp PC-5000, amb 128 cartutxos d'emmagatzematge en estat sòlid basat en memòria de bombolla. El setembre de 1986, Santa Clara Systems presentà el BATRAM, que constava de 4 MB ampliables fins a 20 usant mòduls de memòria; aquesta unitat contenia una pila recarregable per conservar les dades una vegada no estava en funcionament.

### SSD basats en flash
El 1995, M-Systems presentà unitats d'estat sòlid basades en flash. Des de llavors, les SSD s'han utilitzat amb èxit com a tècnica alternativa als discs durs clàssics per a la indústria militar i aeroespacial i altres finalitats d'aquest ordre. En tots aquests usos les aplicacions depenen d'una alta taxa de temps mitjà entre fallades (MTBF), capacitat per suportar cops, canvis sobtats de temperatura, de pressió i turbulències.
BITMICRO el 1999, va anunciar i presentar unitats d'estat sòlid basades en flash de 18 GB en format 3.5 polzades. Fusion-io el 2007 anuncià unitats d'estat sòlid amb interfície PCI Express capaç de realitzar 100.000 operacions d'Entrada/Sortida en format de targeta d'expansió amb capacitats de fins a 320 GB. En el CeBIT 2009, OCZ va mostrar un SSD basat en flash d'1 TB amb interfície PCI Express x8 que pot arribar a una velocitat màxima d'escriptura de 654 MB/s i una velocitat màxima de lectura de 712 MB/s. El desembre de 2009, Micron Technology anuncià el primer SSD del món, utilitzant la interfície SATA III.

### Enterprise flash drive
Els enterprise flash drive (EFD) estan dissenyats per aplicacions que requereixen una alta taxa d'operacions per segon, la fiabilitat i l'eficiència energètica. En la majoria de casos, una EFD és una SSD amb un conjunt d'especificacions superiors. El terme fou emprat per primer cop per EMC el gener de 2008, per ajudar-los a identificar els fabricants SSD que s'orientarien a mercats d'alta gamma. No existeixen organismes de normalització que donin suport a la definició d'EFD's. Com a conseqüència qualsevol fabricant pot denominar EFD a unitats SSD sense que existeixin uns requisits mínims. De la mateixa manera, poden haver-hi fabricants d'SSD que fabriquin unitats que compleixin els requisits EFD, i que no arribin a tenir aquesta denominació.

## Arquitectura i funcionament
Els components principals d'un SSD són la memòria i el controlador.

### Memòria

#### Memòria basada en flash
Actualment la majoria de fabricant utilitzen memòria flash de tipus NAND per als dispositius SSD. El seu preu actualment és més barat que la memòria basada en RAM i no requereix alimentació elèctrica per garantir la persistència de les dades. Per altra banda, la seva velocitat de transferència de dades és inferior a la de memòries RAM.

#### Memòria basada en RAM
Memòria amb accés més ràpid que la memòria RAM, però amb necessitat d'alimentació elèctrica constant per garantir la persistència de les dades. És per això que molts dispositius que inclou aquest tipus de memòria utilitzen bateries o adaptadors de corrent externs, juntament amb sistemes de backup.

#### Memòria híbrida
Alguns dispositius utilitzen memòria RAM com a memòria cache vòlatil de sistemes basats en flash.
Alguns dispositius utilitzen memòria híbrida entre SSD i disc dur, denominats SSHD (solid-state hybrid drives o unitat d'estat sòlid híbrida).

### Controlador
Processador incrustat que s'encarrega de realitzar la comunicació entre la memòria i el computador on el dispositiu està connectat. Conté un firmware específic del fabricant i és un factor crític en el rendiment del dispositiu. També solen incloure codis de detecció i correcció d'errors (ECC).

### Altres components
Altres components que podem trobar en una SSD són memòries cache, bateries i la interfície de connexió.

## Factor de forma
Com que SSD no necessita una distribució concreta, pot adoptar la forma que sigui necessària per a adaptar-se a un factor de forma ja existent per a d'altres tecnologies.

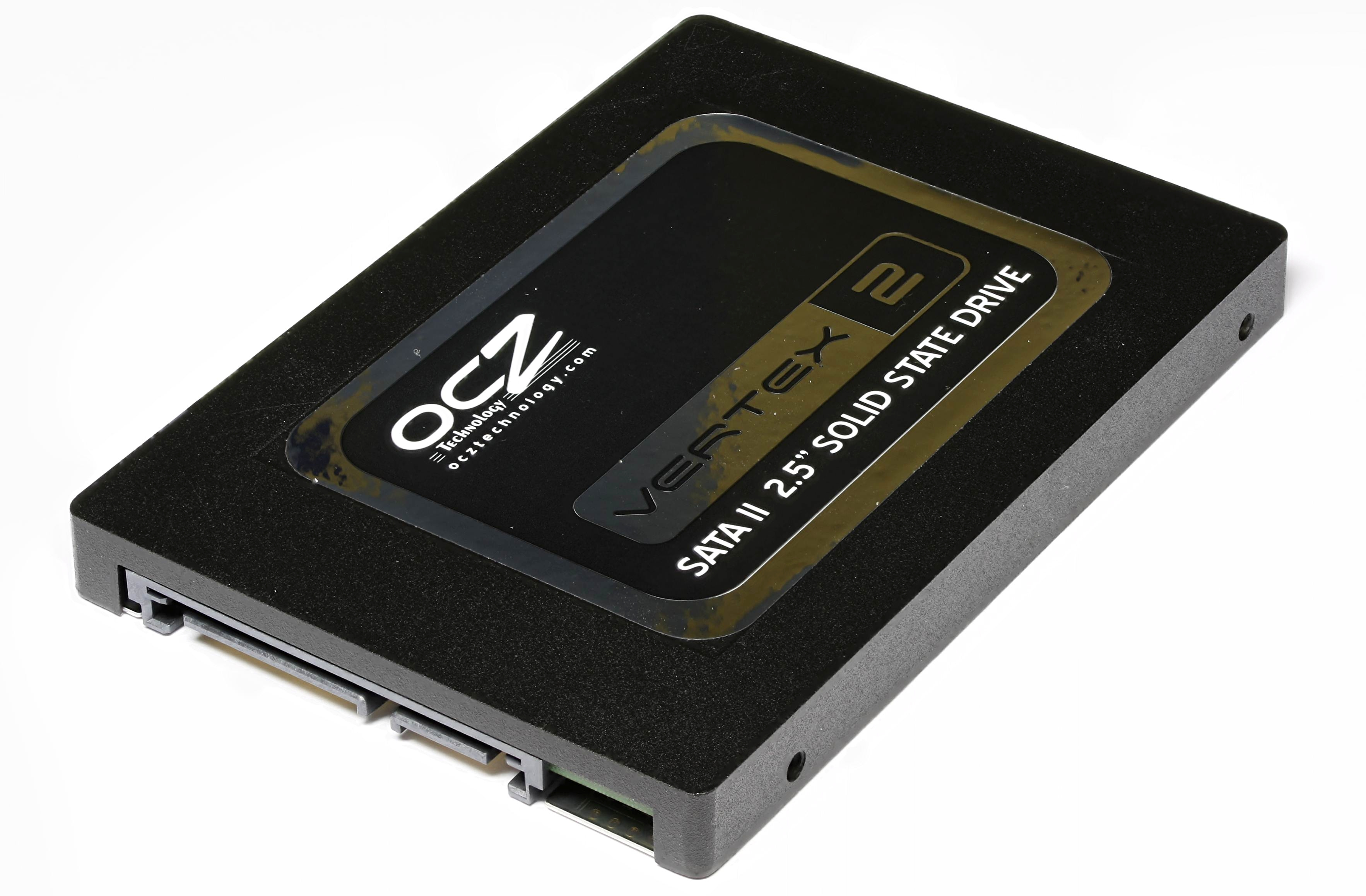
SSD amb factor de forma estàndard de disc dur de 2,5 polzades

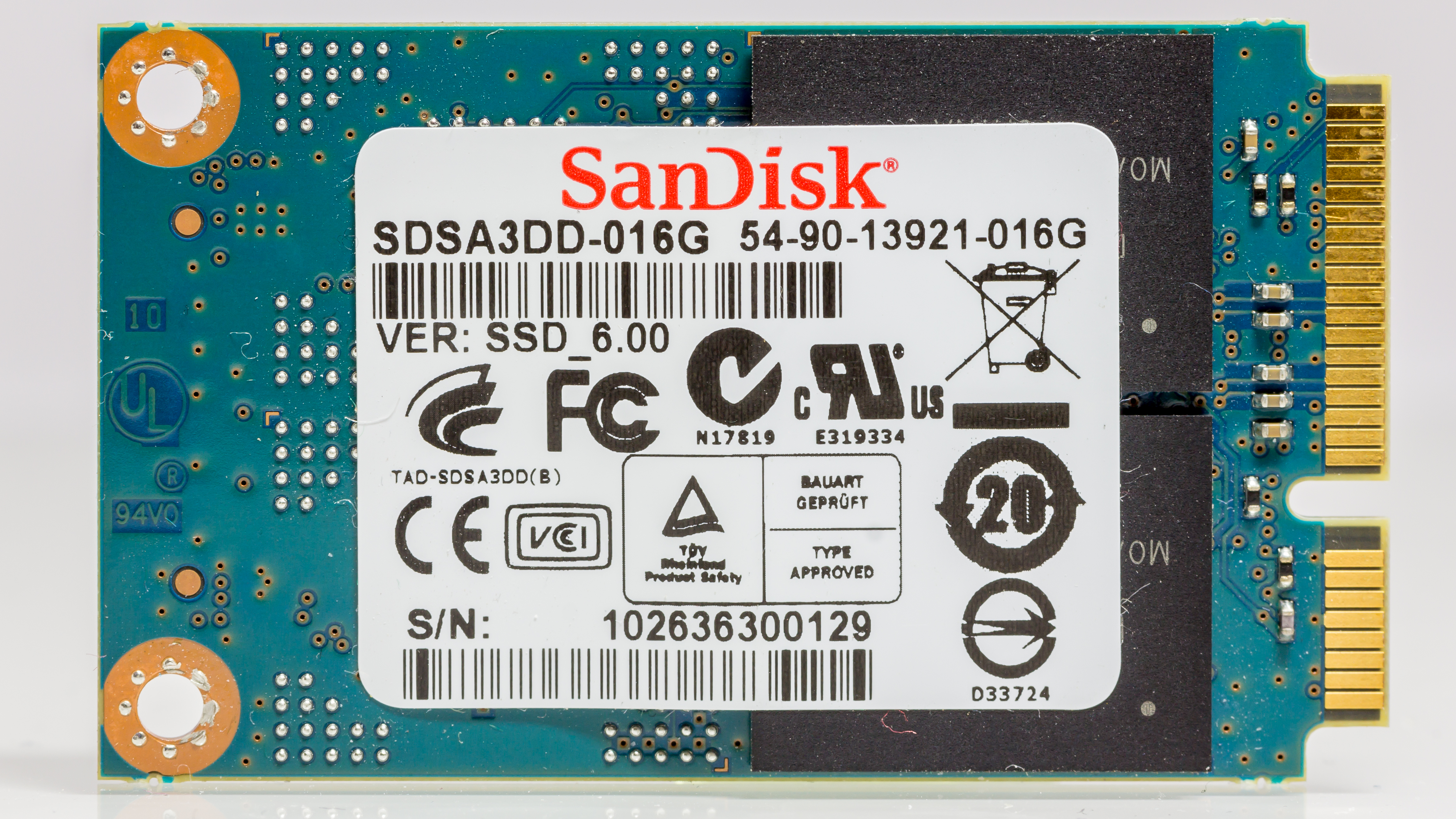
SSD - factor de forma mSATA (1.8)

### Factor de forma estàndard de disc dur
El més comú en el mercat, per tal d'aprofitar les infraestructures ja disponibles per a la connexió i muntatge d'aquests dispositius. Es solen anomenar per la mida del disc dur que la mida de la seva carcassa equivaldria a la de la SSD, en polzades. En trobem de 5.25, 3.5, 2.5 i 1.8 polzades, sent 3.5 i 2.5 els més habituals.

### Factor de forma estàndard de targeta de memòria
Utilitzats principalment en dispositius portàtils, com ultrabooks o tauletes, tractant-se d'un factor de forma molt compacte. Els dos factors de forma més comuns dintre d'aquesta categoria són mSATA (1.8'') i M.2. Cal tenir en compte però, que el factor de forma M.2 pot estar connectat al bus lògic SATA (AHCI) o PCIe (NVMe).

### Factor de formaDisk-On-a-Module(DOM)

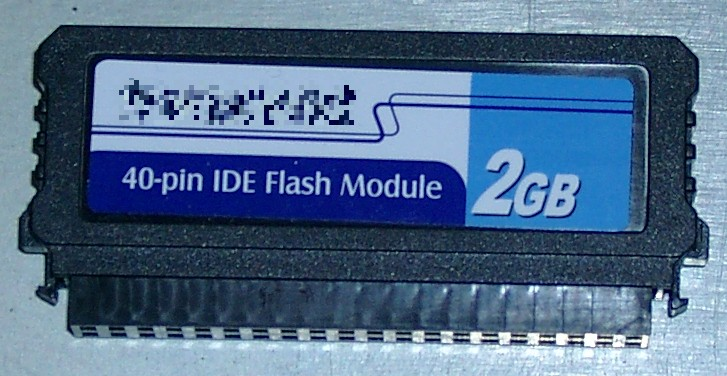
SSD amb factor de forma DOM i connexió Parallel ATA

És un factor de forma pensat per la seva connexió directament a la placa mare. La seva connexió sol ser SATA o Parallel ATA.

## Comparativa amb discs durs
La majoria d'avantatges que ofereixen les SSD respecte als discs durs es deuen al seu accés a les dades de manera electrònica en lloc d'electromecànica. Un dels avantatges principals és la major velocitat de transferència de les dades; per altra banda, el principal inconvenient és un preu molt major per unitat de capacitat.
La següent taula mostra una comparació entre característiques de SSD i discs durs, per mostrar avantatges i desavantatges de cada tecnologia. Les dades mostren característiques típiques, no valors per a dispositius concrets.
| Atribut                               | SSD                                                                   | Disc Dur                                                         |
| ------------------------------------- | --------------------------------------------------------------------- | ---------------------------------------------------------------- |
| Preu                                  | Entre 0.4 i 0.6 $ per GigaByte.                                       | Entre 0.05 i 0.2 $ per GigaByte.                                 |
| Capacitat                             | Fins a 2 TB.                                                          | Fins a 8 TB.                                                     |
| Consum                                | Entre un terç i la meitat que un disc dur.                            | Des d'uns 0,35 W en estat idle, fins a 20 W en altes prestacions |
| Temps d'arrencada de sistema operatiu | 22 segons aproximadament.                                             | 40 segons aproximadament.                                        |
| Temps d'engegada                      | Quasi nul.                                                            | Pocs segons.                                                     |
| Temps d'accés aleatori                | Sota 0.1 ms.                                                          | Entre 3 i 12 ms.                                                 |
| Fragmentació                          | Resultat independentment de la localització.                          | Millor resultat en l'accés a blocs contigus.                     |
| Transferència de dades                | Entre 100 i 600 MB per segon.                                         | Entre 50 i 160 MB per segon.                                     |
| Rumorositat                           | Nul·la.                                                               | Baixa, pel moviment de les parts mòbils.                         |
| Refrigeració                          | Rarament necessària.                                                  | Necessària a partir de 35º C aproximadament.                     |
| Factors ambientals                    | Molt resistent a xocs i vibracions.                                   | Vulnerable a xocs i vibracions.                                  |
| Camps magnètics                       | Impacte molt reduït.                                                  | Poden comprometre les dades, però solen estar ben protegits.     |
| Pes i mida                            | Més lleuger que el disc dur; mida semblant, degut al factor de forma. | Relativament pesat.                                              |
| Durabilitat                           | Memòria flash amb quantitat de lectures i escriptures limitada.       | Parts mòbils susceptibles de fallades mecàniques.                |
| Fiabilitat                            | MTBF de 2 milions d'hores.                                            | MTBF d'1,5 hores.                                                |

## Producció
La producció de memòries d'estat sòlid es realitza en fàbriques especialitzades, amb un alt nivell d'automatització per garantir una precisió necessària per operar a nivell de nanòmetres. Es realitzen en un ambient lliure de contaminació, i per això generalment és necessari l'ús de vestuari especial per part del personal.
El procés comença amb les oblees de silici (en anglès wafer), que es processen per tal d'eliminar-ne totes les impureses que pugui contenir. Aquestes oblees es tallaran en daus (die en anglès), que seran els que formaran els xips de memòria flash. Aquests xips es muntaran sobre una placa de circuit i es realitzaran les connexions pertinents, generalment amb filament d'or. Els xips de memòria flash es cobreixen amb una capa de plàstic protector. Aquests chips es tallen individualment i es testeja el seu funcionalment de manera totalment automatitzada, i s'hi imprimeix les dades del producte i fabricant.
De manera paral·lela, es fabrica el PCB (Printed Circuit Board o Placa de circuit imprès), que permeten la connexió de diversos components, a part d'oferir una plataforma de suport.
Els xips de memòria es munten sobre el PCB, juntament amb altres components com el controlador o les interfícies, i es realitzen les connexions necessàries entre ells. En aquest punt es realitza un altre test de la placa, que ja és completament funcional, on es verifica el seu funcionament i qualitat. A part d'una verificació automatitzada, també sol constar d'una inspecció visual realitzada per operaris humans.
Finalment, les plaques es munten en la seva carcassa definitiva, les formes i mides del qual dependran del fabricant, factor de forma o de les seves connexions. S'etiqueta el producte, es carrega el firmware especialitzat i es realitza la darrera etapa de proves, que sol ser la més exhaustiva, comprovant compatibilitats amb diferents plaques mare. Es col·loquen els productes en l'empaquetatge comercial i ja està disponible per l'enviament als usuaris.

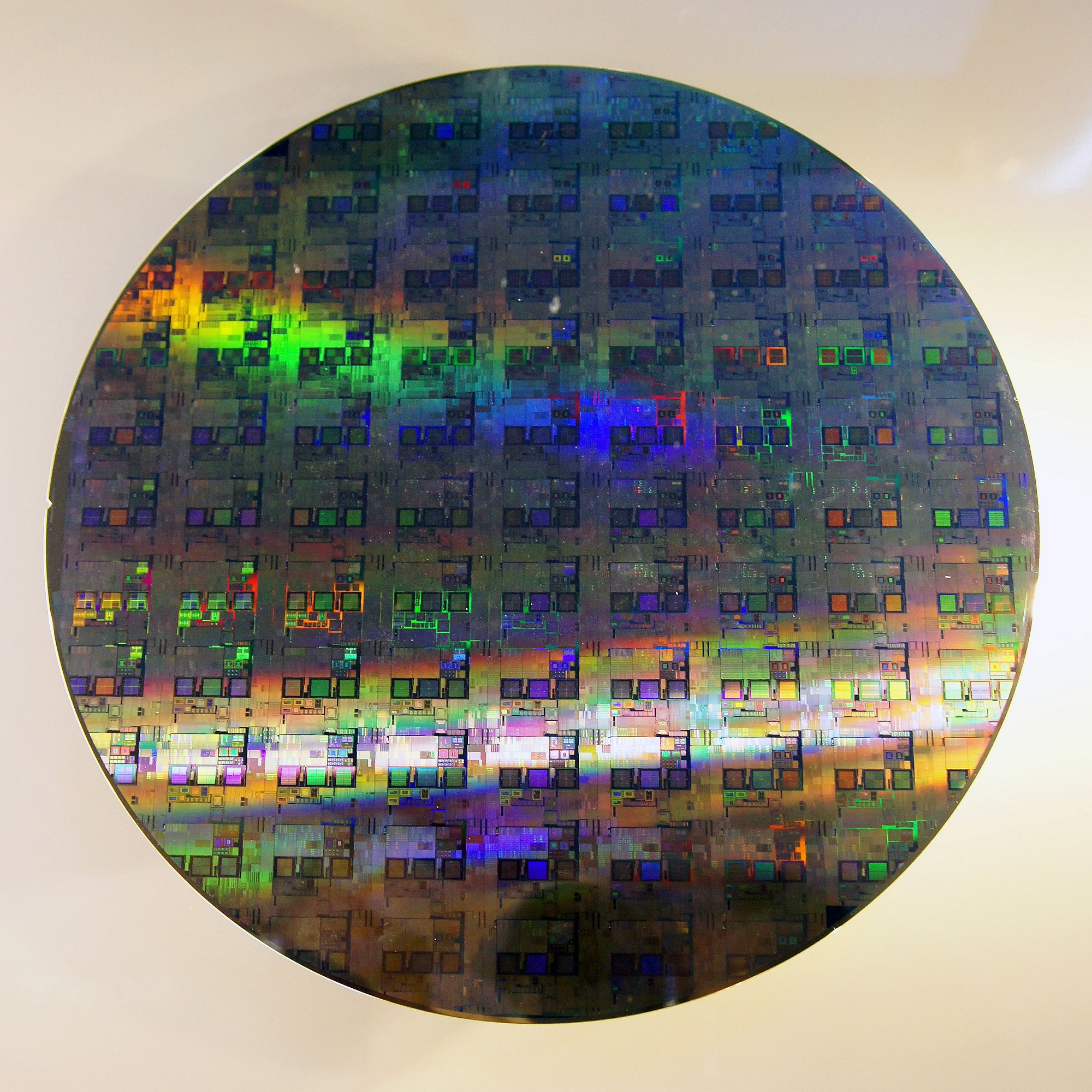
Oblea de silici
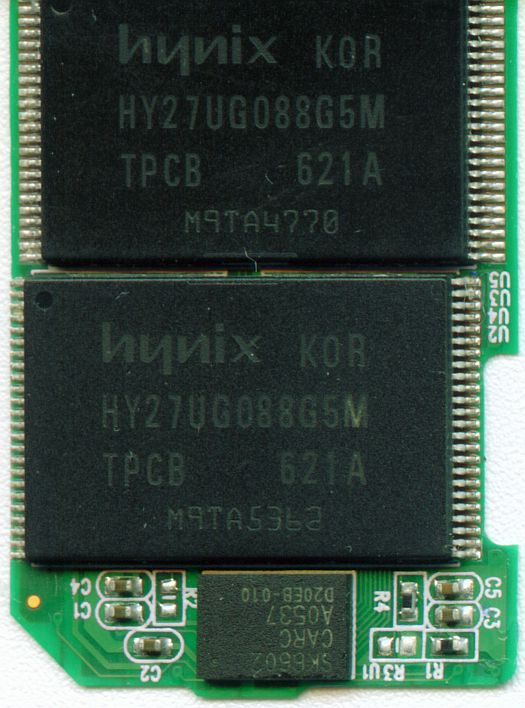
Xips de memòria flash
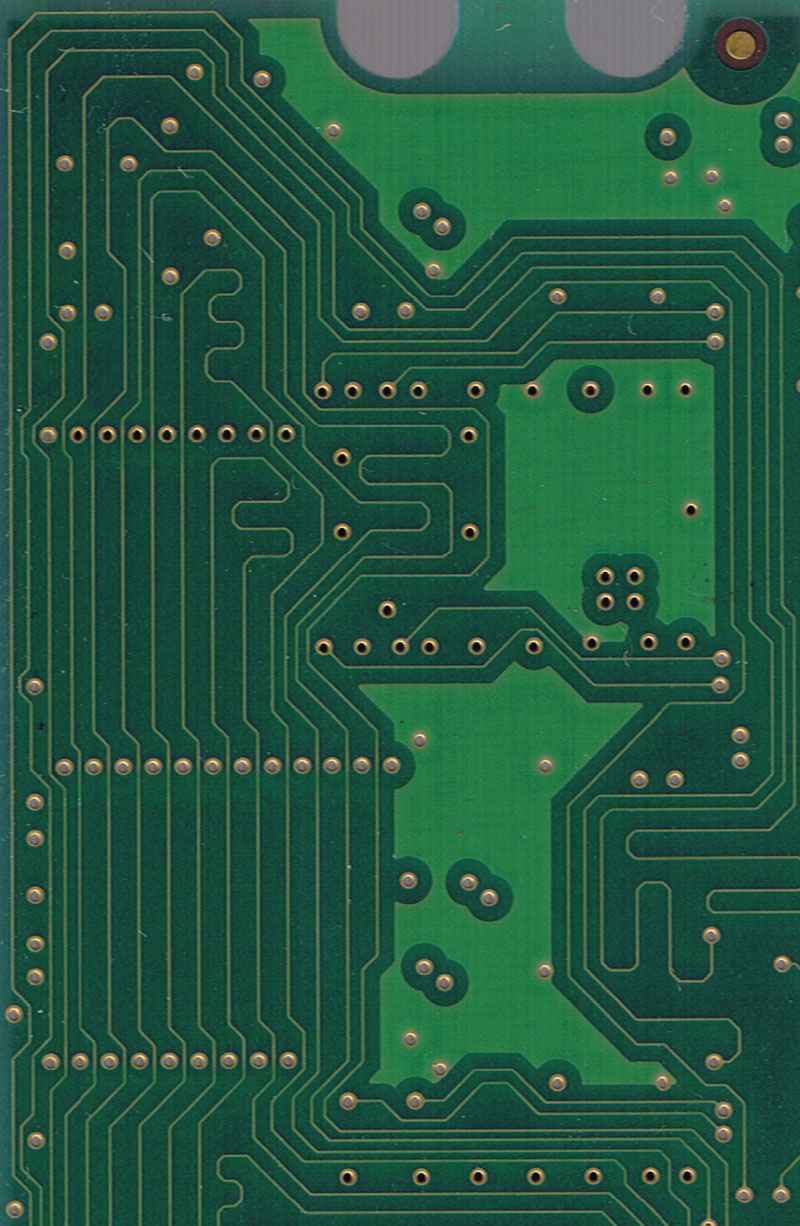
Placa de circuit imprès (PCB)
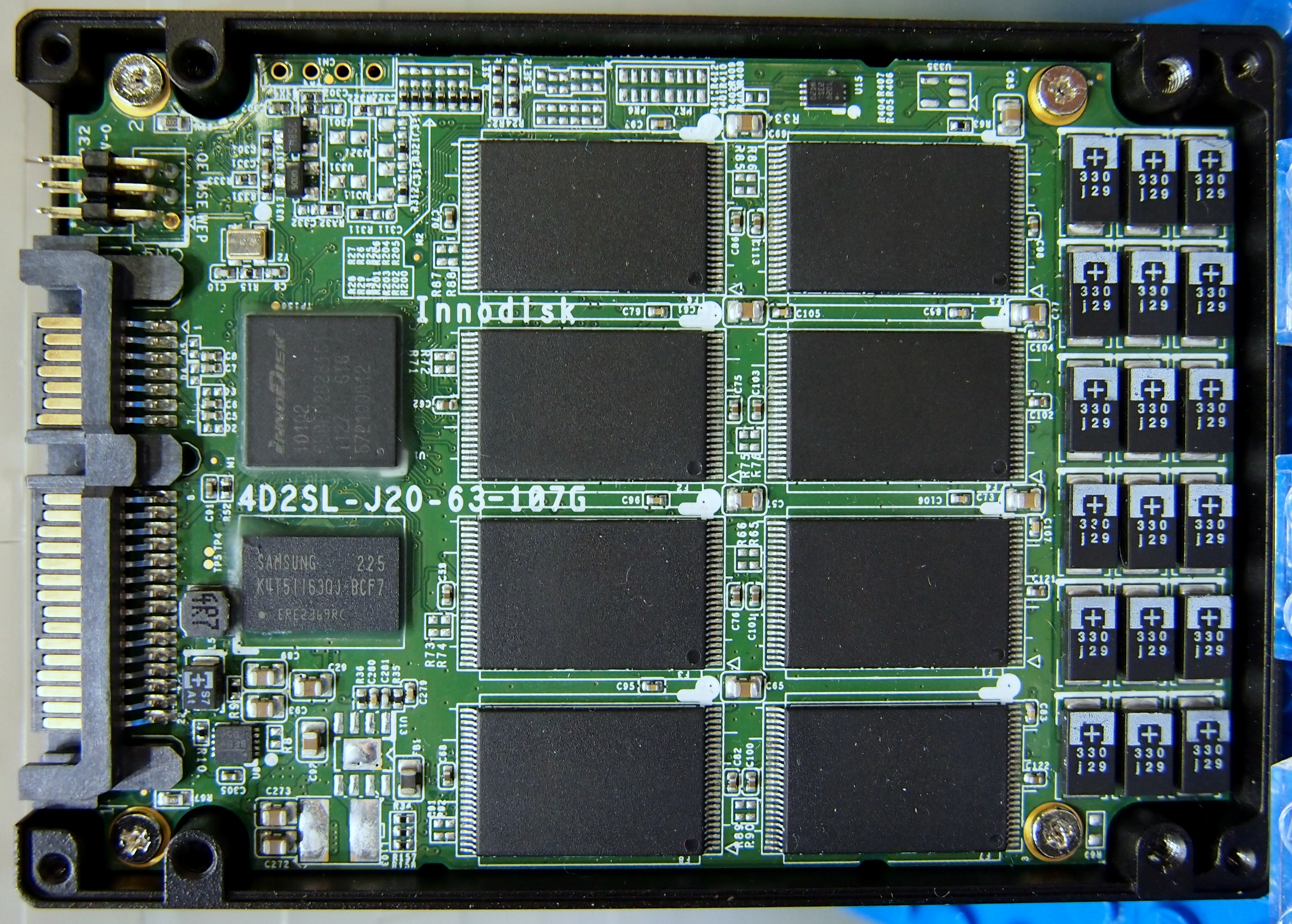
Components d'una SSD muntats sobre el PCB